# Mariano Paredes y Arrillaga

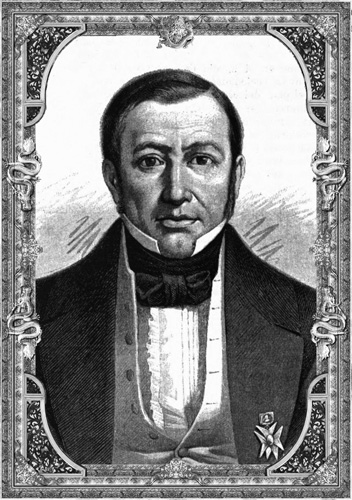
Mariano Paredes y Arrillaga

José Mariano Epifanio Paredes y Arrillaga  (* 7. Januar 1797 in Mexiko-Stadt; † 7. September 1849 ebenda) war ein mexikanischer Militär und interimistischer Präsident von Mexiko.
Paredes wurde am 7. Januar 1797 als Sohn eines Spaniers und einer Mexikanerin in Mexiko-Stadt geboren. Am 6. Januar 1812 trat er mit 15 Jahren als Kadett in die royalistische Infanterie ein. Im Mexikanischen Unabhängigkeitskrieg nahm Paredes an einer Reihe Gefechte gegen die Aufständischen teil, wurde aber wegen Kritik an König Ferdinand VII. gefangen genommen und sollte nach Spanien ins Exil geschickt werden. Ihm gelang die Flucht und er kämpfte in der Armee der drei Garantien.
Paredes unterstützte den Plan von Iguala und wurde unter Kaiser Iturbide im Juni 1821 zum Oberstleutnant befördert. Als Kommandant in Puebla sprach er sich am 11. Februar 1823 gegen Itúrbide aus und schloss sich dem Plan von Casa Mata an.
Im April 1827 heiratete er Josefa Cortés, mit der er sieben Kinder haben sollte.
Paredes erhob sich am 21. Dezember 1829 und unterstützte Anastasio Bustamante und den Plan von Jalapa gegen Präsident Vicente Guerrero. Bustamante wurde am 1. Januar 1830 Präsident. Im gleichen Jahr wurde Paredes zum Oberst, im Jahr darauf zum Brigadegeneral befördert.
Im Dezember 1838 war er kurze Zeit Kriegsminister. 
1839 unterstützte er Antonio Escobedo, den Gouverneur von Jalisco, bei der Niederschlagung eines Aufstands der Föderalen.
Am 8. August 1841 führte Paredes eine Revolte gegen Präsident Bustamante an, dem er mangelndes Engagement bei der Wiedergewinnung der Republik Texas und gegen die französische Invasion im Kuchenkrieg vorwarf. Bustamante trat zurück, Javier Echeverría übernahm interimistisch die Präsidentschaft und übergab sie drei Wochen später an Antonio López de Santa Anna. Paredes erhielt keinen Sitz in Santa Annas Kabinett und entzog diesem daraufhin seine Unterstützung.
Vom 3. November 1841 bis 28. Januar 1843 war Paredes Gouverneur von Jalisco, dann vom 6. bis 8. März des Jahres Gouverneur des Bundesstaats Mexiko.
Im Oktober 1844 wurde Santa Anna gestürzt und vom Kongress durch José Joaquín de Herrera ersetzt.
Nach Ausbruch des Mexikanisch-Amerikanischen Krieges zog Paredes an der Spitze von 6.000 Mann bis San Luis Potosí. Von dort marschierte er im Dezember 1845 nach Mexiko-Stadt zurück und zwang Präsident Herrera zum Rücktritt. Am 30. Dezember 1845 sprach sich der Kommandeur der Garnison von Mexiko-Stadt, Gabriel Valencia, für Paredes aus, der am Tag darauf die Stadt betrat und durch eine von ihm gebildete Junta hochrangiger Regierungsmitglieder zum interimistischen Präsidenten Mexikos ernannt wurde.
Am 20. Juni 1846 wurde er offiziell vom Kongress zum Präsidenten gewählt. Acht Tage später verließ er die Hauptstadt, um den Oberbefehl über die Truppen zu übernehmen. 
Seine Pläne, Mexiko in eine Monarchie unter einem europäischen Herrscher umzuwandeln und so ausländische Unterstützung zu erhalten, führte zu Aufständen der Generäle José María Yáñez Carrillo und José Mariano Salas. Salas setzte Paredes ab und sprach sich für die Rückkehr Santa Annas aus dem kubanischen Exil sowie die Einberufung eines konstituierenden Kongresses aus.
Paredes gelang erst die Flucht, wurde aber später festgenommen und nach Frankreich exiliert. Er kehrte 1848 zurück und sprach sich gegen den Vertrag von Guadalupe Hidalgo aus. Er revoltierte erneut, diesmal gemeinsam mit Manuel Doblado, wurde aber am 18. Juli 1848 von Bustamante bei Guanajuato geschlagen. Erneut ins Exil geschickt, kehrte er nach einer Generalamnestie im April 1849 nach Mexiko zurück.
Paredes starb am 7. September 1849 in Mexiko-Stadt.